# Gisela Degler-Rummel
Gisela Degler-Rummel (* 5. April 1940 in Hamburg; † 23. Juni 2010 ebenda) war eine deutsche Illustratorin.

## Leben
Gisela Degler-Rummel wurde in Hamburg geboren, wo sie an der Werkkunstschule Hamburg unter anderem bei Gisela Bührmann und Heinrich Kiessling Malerei und bei Wilhelm Martin Busch Illustration studierte. Ihr erstes illustriertes Bilderbuch Paprika für ein Eselchen erschien 1969 mit Texten von Gina Ruck-Pauquèt. Ihr erstes Bilderbuch mit eigenen Texten erschien 1978 unter dem Titel Jan und die Großmutter. Ein Jahr zuvor wurde sie Dozentin an der Fachhochschule für Gestaltung in Hamburg, wo sie bis 1982 arbeitete. 
In ihren seit den 1970er-Jahren veröffentlichten Bilderbüchern thematisierte sie gesellschaftliche Fragestellungen, wie Emanzipation, Alter, Krieg und Frieden. Ihre Bücher standen mehrfach auf den Auswahllisten zum Deutschen Jugendliteraturpreis. Seit 2002 wurden ihre Bücher für die Sendung Ohrenbär des rbb vertont. Außerdem fand seit Herbst 2009 nach zahlreichen Ausstellungen im In- und Ausland eine Ausstellung im Troisdorfer Bilderbuchmuseum Burg Wissem statt, wo auch ihr Nachlass verwaltet wird.
Gisela Degler-Rummel ruht halbanonym auf dem Friedhof Ohlsdorf im Ruhewald bei Kapelle 11.

## Bücher (Auswahl)
- Der Igelspiegel. Bertelsmann-Jugendbuchverlag. Gütersloh. 1971. ISBN 978-3570074978
- mit Irina Korschunow: Der kleine Clown Pippo. Herold. 1975.
- Lena und Paul: Wie ist das mit dem Frieden? Ravensburger. 1985. ISBN 978-3473335855
- Ein unerwarteter Gast. Carlsen-Verlag. 1989. ISBN 978-3551514110
- mit Barbara Bartos-Höppner: Schnüpperle und sein grüner Garten. cbJ. 1998. ISBN 978-3570079829
- Jan und die Grossmutter. Maier. 1988. ISBN 978-3473335749
- mit Regine Schindler: Ein Apfel für Laura. Kaufmann. 1991. ISBN 978-3780623041
- Das Hexengeschenk: Magische Geschichten. Buch&Media. 2007 ISBN 978-3865202239